# Region Powołżański

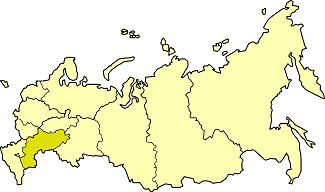
Położenie Powołżańskiego rejonu ekonomicznego na mapie Federacji Rosyjskiej

Powołżański region ekonomiczny (ros. Поволжский экономический район) – jeden z dwunastu regionów ekonomicznych Rosji.
Powierzchnia regionu wynosi 536 400 km², zamieszkuje go 16 905 000 osób, przy gęstości zaludnienia 31 osób/km². 73% ludności to mieszkańcy miast.
Osobliwością regionu jest jego geograficzne położenie. Jego obszar ciągnie się wzdłuż 1500 kilometrowego fragmentu biegu rzeki Wołgi. Położenie to w ogromnym stopniu wpływa na działalność gospodarczą, oraz lokalizację i funkcjonalność osiedli ludzkich na wszystkich etapach rozwoju.

## Jednostki administracyjne regionu
- Obwód astrachański
- Kałmucja
- Obwód uljanowski
- Obwód penzeński
- Obwód samarski
- Obwód saratowski
- Tatarstan
- Obwód wołgogradzki

## Gospodarka
Główną gałęzią przemysłu w regionie jest przemysł elektromaszynowy. Składają się na niego przemysł motoryzacyjny, przemysł lotniczy, produkcja maszyn i narzędzi rolniczych, oraz maszyn dla przemysłu petrochemicznego.
Inne główne sektory  regionu to: Przemysł petrochemiczny i przemysł chemiczny, które specjalizują się w produkcji opon, elementów gumowych, nawozów sztucznych, włókien i innych produktów. Sektory te są ściśle związane z przemysłem naftowym i gazowniczym.
Energetyka jest tu oparta na kilku dużych elektrowniach wodnych, elektrowni jądrowej (Bałakowo) i elektrociepłowni. Region połączony jest liniami energetycznymi z regionami centralnym i uralskim.

## Rolnictwo
W rolnictwie regionu dominują rośliny oleiste, zboża i uprawy warzyw, włączając melony. Zwierzęta gospodarskie (bydło mleczne i mięsne, owce, świnie).

## Wskaźniki społeczno – ekonomiczne
Według badań z 1999, w regionie jest więcej niż średnie poparcie dla zmian gospodarczych, zarówno pod względem wzrostu wartości krajowej gospodarki, jak i oczekiwania na poprawę w majątku osobistym obywateli i dochodów gospodarstw domowych. W regionie posiadanie dóbr konsumpcyjnych kształtuje się powyżej średniej w Federacji Rosyjskiej. Średnia długość życia kobiet i mężczyzn znacznie przewyższa średnie krajowe. PKB na mieszkańca znajduje się poniżej średniej narodowej i utrzymuje się na poziomie około 83% średniego PKB w Rosji. Mimo to regularne wypłaty wynagrodzenia są obecnie znacznie powyżej średniej, co przekłada się na wysoki optymizm wśród mieszkańców. Faktem tym, można wytłumaczyć wysoki poziom zadowolenia nawet u tych, którzy zgłaszają zarobki w wysokości ok. 50% średniej krajowej.